# Carex delavayi
Carex delavayi är en halvgräsart som beskrevs av Adrien René Franchet. Carex delavayi ingår i släktet starrar, och familjen halvgräs. Inga underarter finns listade i Catalogue of Life.